# Marie Spartali Stillman
Marie Euphrosyne Spartali (em grego: Μαρία Ευφροσύνη Σπαρτάλη) (Londres, 10 de março de 1844 – 6 de março de 1927) foi uma pintora e modelo inglesa. 
Era membro da segunda geração de pintores da Irmandade Pré-Rafaelita e uma das únicas a construir uma longa carreira, de pelo menos 60 anos, com mais de 150 pinturas. Marie começou na irmandade com a modelo favorita de vários pintores, mas logo se tornou uma pintora por excelência, ganhando o reconhecimento de pintores como Dante Gabriel Rossetti.

## Biografia
Marie nasceu em Hornsey, na capital inglesa, em 1844. Era a filha mais velha de Michael Spartali (1818–1914), um rico comerciante, diretor da empresa Spartali & Co e cônsul-geral da Grécia em Londres entre 1866 e 1879. Ele se mudou para Londres em 1828, onde conheceu e se casou com Euphrosyne "Effie" Varsami (1825–1913), filha de um comerciante grego de Gênova.
A família dividia seu tempo entre a casa em Clapham Common, em Londres, e em sua casa de campo, na Ilha de Wight. Na cidade, seu pai era conhecido pelas festas no jardim da residência, onde convidava escritores e artistas. Foi em um desses eventos que Marie foi introduzida ao mundo das artes.

## Carreira
Marie, junto de suas primas Maria Zambaco e Aglaia Coronio, eram conhecidas pelos amigos como "As Três Graças", por causa de sua beleza e pela herança grega. Eram comparadas com Aglaia, Eufrosina e Talia e as três foram modelos para muitos pintores pré-rafaelitas da época. Além da beleza, Marie era bastante alta e impunha uma figura intimidante, em especial em seus últimos anos, quando usava vestidos longos e escuros, o que chamava bastante a atenção.
Marie conheceu artistas e dramaturgos ao frequentar as casas de amigos de seu pai, como James McNeill Whistler e Algernon Charles Swinburne. Marie foi modelo para a pioneira fotógrafa Julia Margaret Cameron (1815–1879). A partir daí ela foi modelo para muitos pintores e fotógrafos especializados em fotos femininas.
Ao mesmo tempo em que posava para pintores, ela aprendia o ofício, tendo começado a fazer pinturas com aquarela, como Mariana (1867), uma interpretação da personagem de Shakespeare. Sua primeira exposição foi na Galeria Dudley, em 1867, com cinco aquarelas. Em 1870, ela expôs trabalhos na Academia Real Inglesa. Em 1873, Marie expôs em Boston, lugar que sempre tinha obras suas até depois de sua morte.
Em 1870, Marie conheceu o pintor e jornalista, correspondente internacional do The Times, William J. Stillman, que tinha acabado de chegar da Grécia, após apoiar o movimento dos rebeldes em Creta. Ele tinha acabado de perder a esposa e criava seus três filhos deste casamento. Com forte oposição do pai, Marie se casou com William em 1871, cerimonia que foi celebrada na casa de Ford Madox Brown. O casal passou seis semanas entre Nova Iorque e Boston, onde William reencontrou os filhos.
No ano seguinte, a primeira filha do casal, Euphrosyne (‘Effie’), nasceu e os pais de Marie os receberam em uma casa de campo em Clapham Common. William teve dificuldade de encontrar trabalho em Londres, então era o trabalho de Marie como pintora e modelo que sustentava a casa. O casal teria ainda mais dois filhos.
Em 1876, William foi transferido como correspondete para os Bálcãs e deixou Londres e a casa da família, aumentando as demandas de Marie. Suas exposições faziam sucesso na Academia Real e ela chegou a expôr na Exposição Universal de Paris de 1878. Em 1877, ela foi uma das 64 artistas convidadas para a inaugurçação da Galeria Grosvenor de Londres, uma alternativa à Academia Real.
Em 1878, a família se mudou para Florença, que servia de base para o trabalho jornalístico de William. Foi em Florença também que nasceu seu filho Michael. Todos os verões, a família retornava para a casa de campo da Ilha de Wight, o que possibilitava um maior contato com os artistas do cenário londrino. No outono de 1883, a família se mudou novamente para Londres, depois da perda do terceiro filho do casal. De volta à sua cidade, Marie conheceu o jovem pintor John Singer Sargent, de quem foi amiga de longa data.

## Retorno a Londres
Em 1884, Marie expôs um de seus quadros mais famosos, Madonna Pietra degli Scrovigni, na Galeria Grosvenor, que acompanhava uma tradução do poema de Dante de mesmo título, que descreve uma mulher imóvel em um cenário invernal. A pintura, acredita-se tenha sido uma homenagem a Dante Gabriel Rossetti, que morrera dois anos antes.
O ano de 1884 foi difícil para Marie, pois sua irmã mais velha, Christina, morreu subitamente em setembro, aparentemente devido à uma overdose de drogas, deixando duas filhas adolescentes. No ano seguinte, os negócios de seu pai quebraram e ele pediu falência, sendo obrigado a vender a mansão da família de Clapham Common com todos os móveis e obras de arte. As únicas propriedades mantidas pela família foram a casa de campo na Ilha de Wight e uma casa em Shanklin, na mesma ilha.
Sua enteadas acaram seguindo a carreira artística, seguindo o modelo de Marie. Bella começou aprendiz de escultora e Lisa estudou na Slade School of Fine Art, em Londres, aprendiz de George Frederic Watts, amigo de longa data de Marie.

### Roma
Em 1886, William foi transferido novamente, desta vez para Roma, como correspondente do The Times. A família foi junto, o que permitiu a Marie conhecer e fazer amizade com Giovanni Costa, conhecido pintor de paisagens da época. Tanto Marie quanto sua enteada Lisa expuseram trabalhos na Escola Etrusca, junto de outros artistas britânicos como Frederic Leighton.
Em 1892, sua enteada Bella se casou com um professor da Slade Professor of Fine Art, da Universidade de Cambridge e diretor do Museu Fitzwilliam. Marie continuou produzindo e expondo trabalhos em galerias, vendendo obras de arte e participando de eventos artísticos. Em 1898, William finalmente se aposentou do The Times, o que possibilitou a mudança da família de volta para Londres, onde eles construíram uma casa em Surrey, ambiente rural ao sul de Londres na época.
William morreu em 1901, aos 73 anos. O marido de Bella morreu em 1896, com apenas 49 anos, após uma overdose acidental de morfina. Assim, ela retornou para a casa da madrasta e toda a família se mudou para Kensington. Marie levou as filhas para Roma, para passar o verão em 1902. Em 1903, ela visitou os Estados Unidos, onde passou algum tempo com o colecionador de arte Samuel Bancroft, que comprou sua tela Love Sonnets (1894).
Marie retornaria aos Estados Unidos em 1908, para uma exposição de seus trabalhos na cidade de Nova Iorque.

## Últimos anos
Seus trabalhos ficaram suspensos durante a Primeira Guerra Mundial, onde dois de seus primos morreram nos conflitos. Ela retomou os trabalhos após o fim da guerra, trabalhando ativamente nos anos seguintes e expondo mais uma vez nos Estados Unidos em 1923.

## Morte
Marie morreu em 6 de março de 1927, em sua casa em Kensington, Londres, aos 82 anos, a última sobrevivente da Irmandade Pré-Rafaelita. Ela foi cremada e suas cinzas sepultadas ao lado do marido.

## Galeria

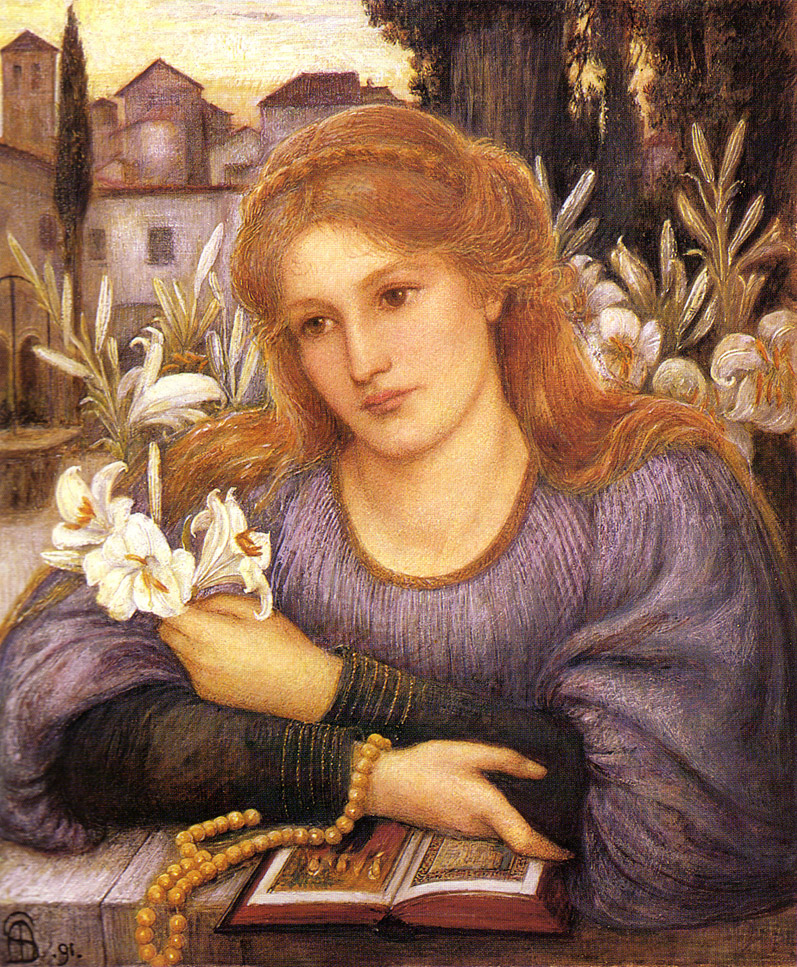
Convent Lily, 1891
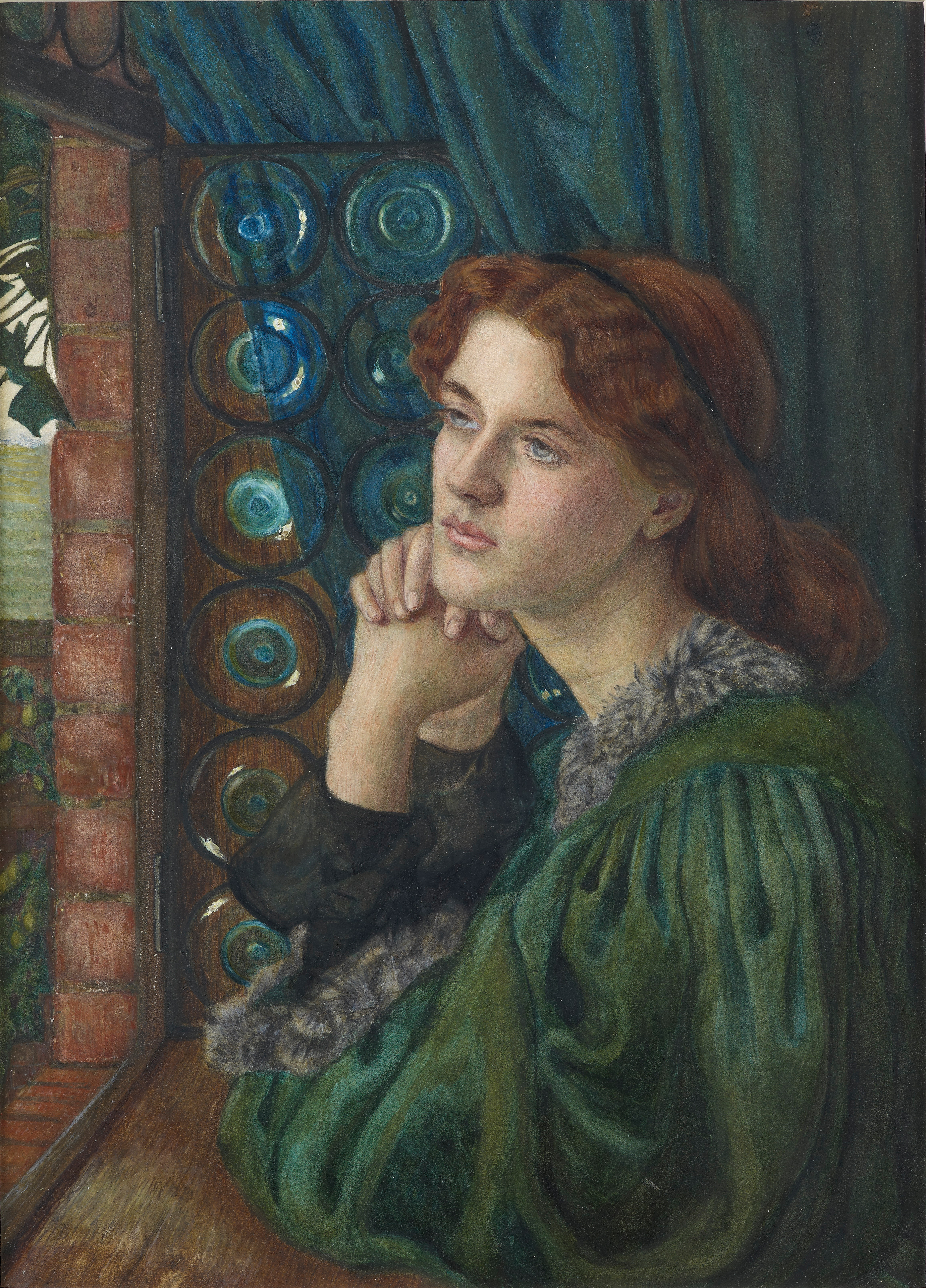
Mariana (1867–1869)
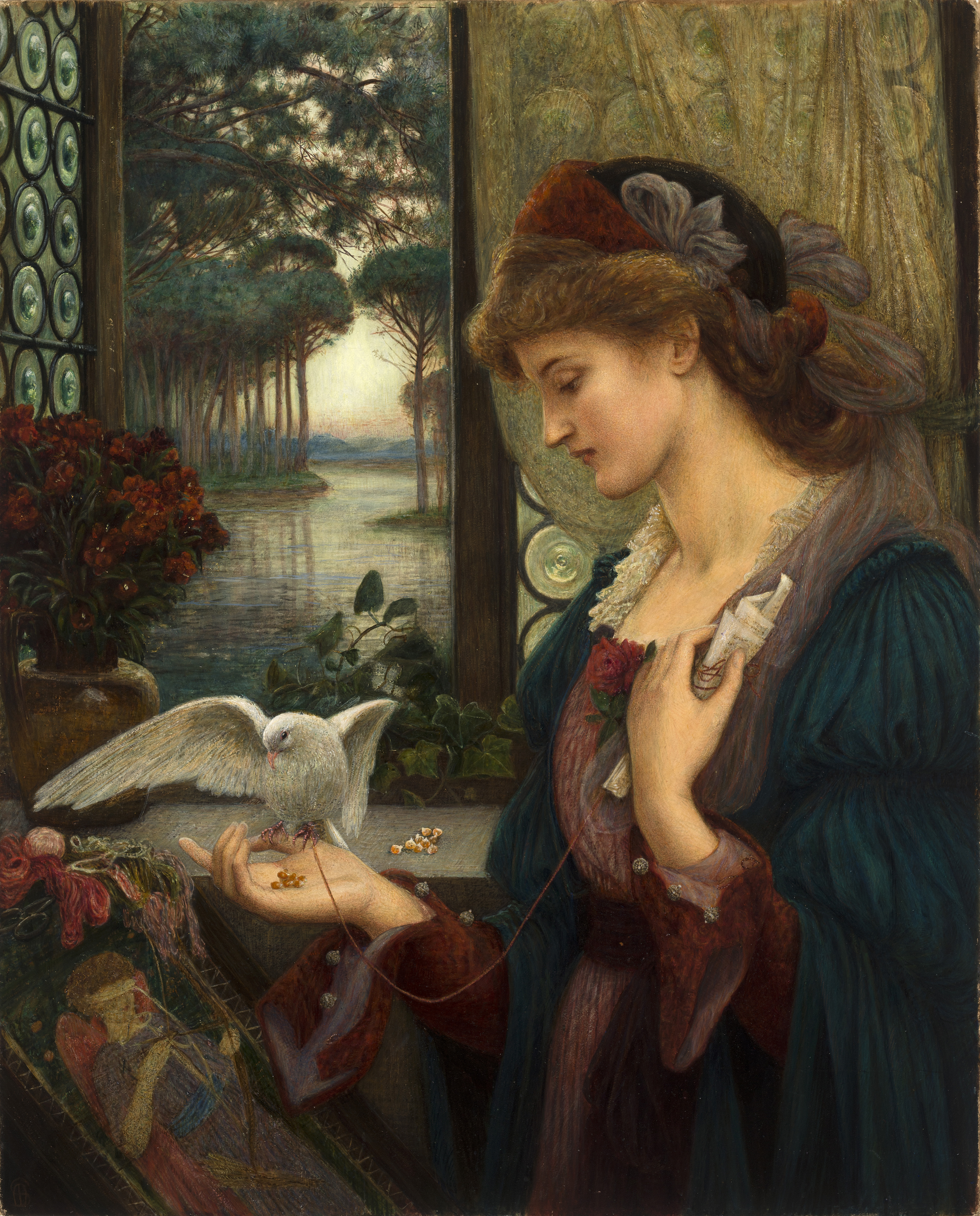
Love's Messenger, 1885
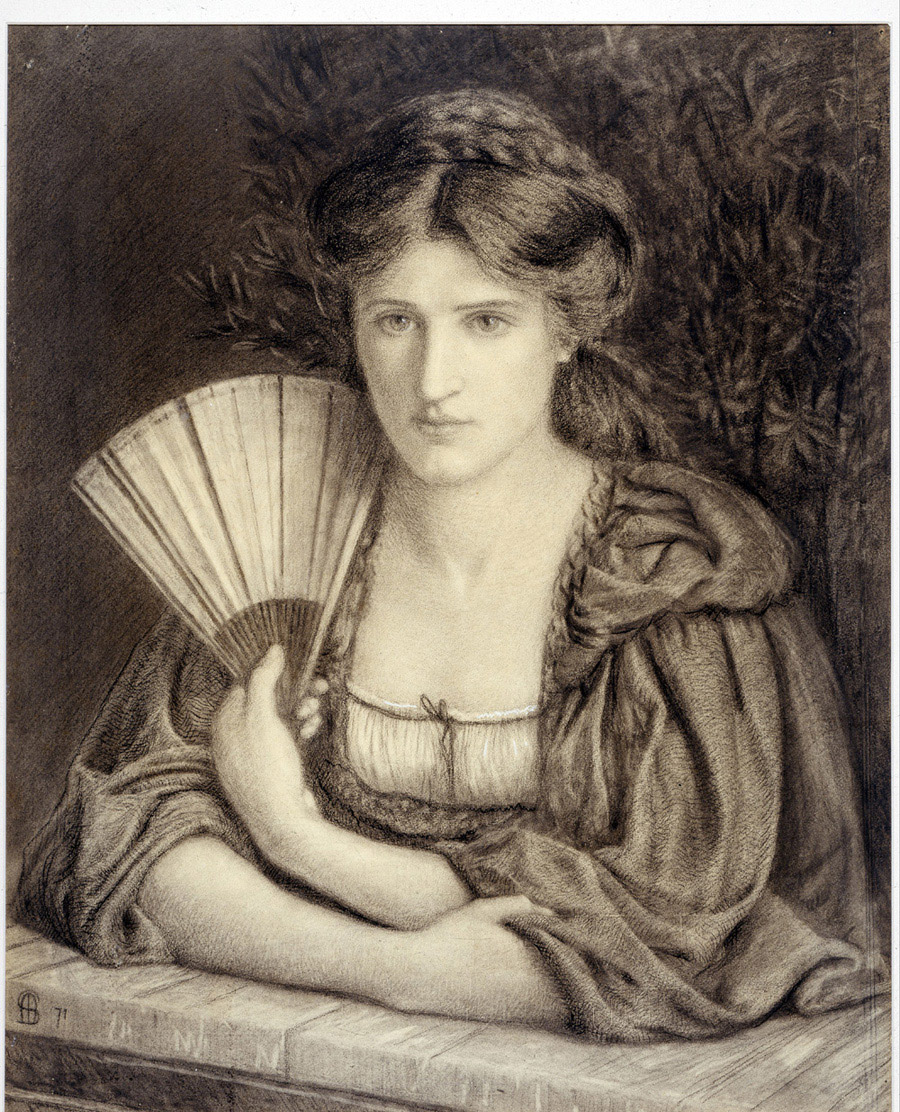
Auto-retrato, 1871
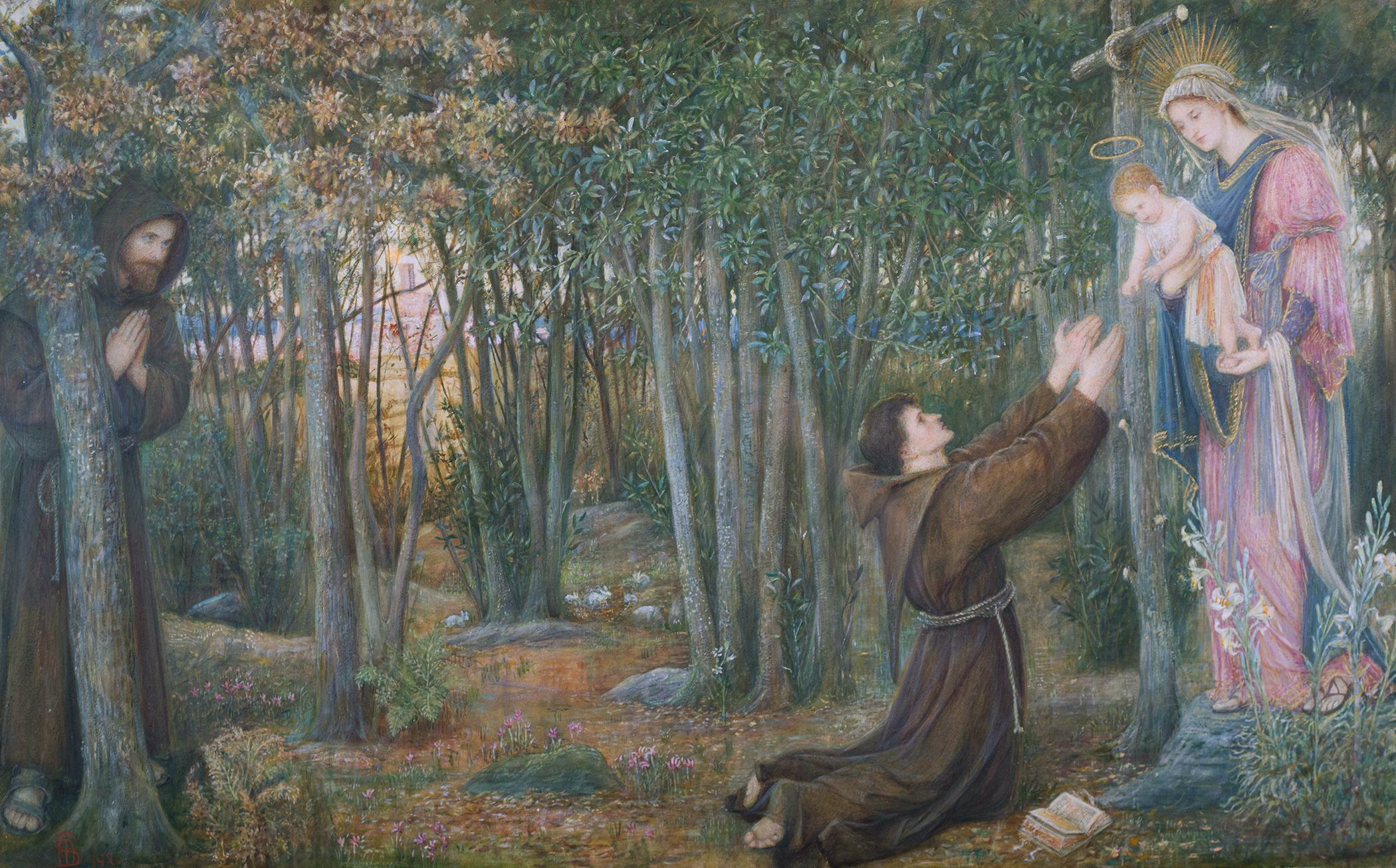
How the Virgin Came to Brother Conrad in Offia and Laid her Son in his Arms, 1892
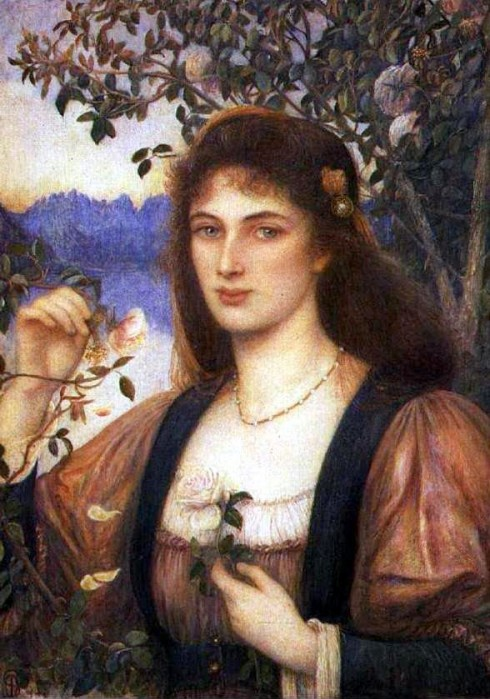
The Rose from Armida's Garden, 1894